# Noah Ringer
Noah Andrew Ringer (Dallas, Texas, 18 de noviembre de 1996) es un actor y artista marcial estadounidense de ascendencia nativo americana. Hizo el papel de Aang en The Last Airbender y el de Emmett en Cowboys & Aliens.

## Vida y carrera
Ringer nació en Dallas, Texas. Pese a que se identifica como nativo americano, tiene ascendencia inglesa, alemana, escocesa e irlandesa. Cuando tenía diez años, su madre lo matriculó en la escuela de artes marciales de Carrollton, parte de la American Taekwondo Association (ATA). Aunque inicialmente era reacio a ir, demostró ser un joven promesa y pronto empezó a competir en torneos. En diciembre de 2008, a los doce años, obtuvo su primer dan de cinturón negro.
Como acostumbraba tener la cabeza rapada, sus compañeros lo apodaron Avatar, en referencia al personaje Aang de la serie animada de televisión Avatar: la leyenda de Aang. El maestro Eric Pechacek, su instructor de taekwondo, también notó el parecido, tanto en su aspecto como en su personalidad y, tras comentárselo a Ringer, este se convirtió en fan de la serie.
En julio de 2008, Pechacek recibió un correo electrónico de la ATA que invitaba a los estudiantes interesados a una audición para el papel de Aang en la película que se estaba planeando. Instó a Ringer a presentarse para el papel, a lo que él y sus padres estuvieron de acuerdo. Para el video de la audición, Ringer se vistió con el traje de Aang que había sido su disfraz de Halloween del año anterior, realizó varios ejercicios marciales con el bastón bō y recitó unas cuantas líneas de la serie. Un mes después del envío del video, le pidieron que fuera a Filadelfia para reunirse con el director M. Night Shyamalan y un mes después de esta reunión se le ofreció el papel. Se preparó varias semanas en el Dallas Young Actors Studio y comenzó a entrenar en distintos tipos de artes marciales, continuando durante el proceso de filmación.

### Artes marciales
El primer gran torneo de Ringer fue el Campeonato del Mundo de Arkansas, en el que ganó el primer puesto en todas las categorías en las que compitió. Después del torneo, decidió comenzar a entrenar en artes marciales extremas y se convirtió en experto con una gran variedad de armas orientales, incluido el palo bō, que usa el personaje que interpretó, Aang. Durante sus primeros dos años con la ATA, Ringer compitió en veinticinco torneos en los que ganó más de cien medallas, ochenta de ellas de oro. También ganó el título de Jugador del Año de la región de Texas en febrero de 2008 y el de campeón del estado de 2008-2009 en cinco categorías: Traditional Forms, Traditional Weapons, Sparring, X-Treme Forms y X-Treme Weapons.
Para The Last Airbender, Ringer aprendió Pa Kua Chang, taichí chuan y Choy Li Fat, estilos blandos en comparación con el taekwondo. En octubre de 2010, obtuvo su segundo dan de cinturón negro. Participa en programas de liderazgo enseñando a otros estudiantes en la ATA. Actualmente mantiene una relación estable con Romina, se conocieron gracias a su película, su relación es muy reservada.

## Filmografía
| Año  | Película           | Personaje |
| ---- | ------------------ | --------- |
| 2010 | The Last Airbender | Aang      |
| 2011 | Cowboys & Aliens   | Emmett    |